# Adam Woźnica
Adam Woźnica est un joueur polonais de volley-ball né le 9 mai 1994. Il joue en central. De la saison 2019/2020, il est dans l'équipe KPS Siedlce.